# Jean Rédélé
Jean Émile Andrée Rédélé, född 17 maj 1922 i Dieppe, avliden 10 augusti 2007 i Paris var en fransk rally- och racerförare.
Rédélé grundade även biltillverkaren Alpine.